# Romantic?
Romantic? — шестой студийный альбом британской синтипоп-группы The Human League, изданный в 1990 году лейблом Virgin Records в Великобритании и A&M Records в США. Диск не смог повторить успех альбома Dare и не помог вернуть популярность группе, которая потеряла её в конце 1980-х годов.

## Об альбоме
Romantic? стал первой пластинкой The Human League за четыре года и стал последним альбомом, который был записан на лейбле Virgin Records. Его продюсерами были Тим Бальдвин, Марк Брайдон, Роберт Гордон, Боб Краушар и Мартин Рашент, ранее продюсировавший Dare.
После выпуска Crash состав коллектива значительно изменился, The Human League превратились в трио, состоящее из Филипа Оки, Сьюзан Энн Салли и Джоанн Катеролл. Помимо этого, продюсеры Джимми Джем и Терри Льюис прекратили своё сотрудничество с музыкантами, вновь обратившимися к их старому продюсеру — Рашенту.
Диск был воспринят Уильямом Рульманом из AllMusic отрицательно. Рецензент отмечал, что композиции из Romantic? звучат слабо, а синти-поп, исполняемый коллективом, значительно устарел. Обозреватель также подверг критике основные вокальные партии Катеролл и Энн Салли, звучавшие на некоторых песнях альбома.
«Heart Like a Wheel» и «Soundtrack to a Generation», изданные синглами, не смогли достигнуть коммерческого успеха.
«Heart Like a Wheel» занял двадцать девятое место в британском чарте UK Singles Chart, и 32-м в американском Billboard Hot 100. «Soundtrack to a Generation» не был успешен и занял семьдесят седьмое место в Великобритании, а сам Romantic? достиг двадцать четвёртого места. В США же альбом в хит-парады не попал.
Основными авторами песен на пластинке являлись вокалист коллектива Филип Оки, гитарист и клавишник Нил Саттон; а также бывший гитарист группы Джо Коллис. Кроме того, в написании песен участвовал и Рассел Деннет.
После выпуска неудачного альбома компания Virgin Records расторгла контракт с The Human League.

## Список композиций
1. «Kiss the Future» (Оки, Саттон) — 4:12
2. «A Doorway» (Деннет, Оки, Саттон) — 4:21
3. «Heart Like a Wheel» (Коллис, Рэйнолдс) — 4:28
4. «Men Are Dreamers» (Деннет, Оки) — 3:53
5. «Mister Moon and Mister Sun» (Оки, Саттон) — 4:41
6. «Soundtrack to a Generation» (Оки, Саттон) — 4:34
7. «Rebound» (Оки, Саттон) — 3:56
8. «The Stars Are Going Out» (Оки, Саттон) — 4:04
9. «Let’s Get Together Again» (Шепард, Россалл) (кавер-версия The Glitter Band[англ.]) — 4:59
10. «Get It Right This Time» (Коллис, Рэи) — 4:11

## Участники записи
| - Филип Оки — вокал, бэк-вокал, синтезатор, перкуссия, композитор - Сьюзан Энн Салли — вокал, бэк-вокал - Джоанн Катеролл — вокал, бэк-вокал - Рассел Деннет — гитара, синтезатор, вокал, перкуссия - Мартин Рашент — продюсер, перкуссия, синтезатор - Джо Коллис — синтезатор, перкуссия, композитор - Нил Саттон — клавишные, перкуссия, синтезатор, композитор | - Марк Брайдон — продюсер, микширование, синтезаторы - Роберт Гордон — продюсер, микширование, синтезаторы - Боб Краушар — продюсер, микширование, синтезаторы - Тим Бальдвин — звукорежиссёр, продюсер - Майк Дрейк — звукорежиссёр - Дэвид Додд — звукорежиссёр |

## Позиции в хит-парадах
Еженедельные чарты:
| Год  | Хит-парад                        | Высшая позиция | Пребывание в чарте |
| ---- | -------------------------------- | -------------- | ------------------ |
| 1990 | Австралия (Kent Music Report)    | 115            | нет данных         |
| 1990 | Великобритания (UK Albums Chart) | 24             | 2 недели           |